# ミノコバイモ
ミノコバイモ（美濃小貝母、学名：Fritillaria japonica）は、ユリ科バイモ属の多年草。別名、コバイモ。
「コバイモ」の名は初め本種を指していたが、混乱があったため、この名は本種を含むコバイモ類7種の総称として使用され、本来、別名として取り扱われていた「ミノコバイモ」を本種の和名として扱う図鑑が多い。

## 特徴
地下の鱗茎は白色で、径5-15mmの球形になり、2個の半球形の鱗片からなる。茎の高さは10-30cmになり、葉は下部では対生し、上部では3輪生し、葉身は披針形から広線形で、長さ2.5-10cmとなる。
花期は3月下旬-5月。花は広鐘形で茎先に下向きに1個つく。花被片は長さ15-25mm、長楕円形で、中部基部寄りで外側に角張って張り出し、花被片外面の突起が同属のカイコバイモと比べて著しい。花被片の内側に暗紫色の網目状の斑紋があり、花被片内側の中部より基部側、基部側から3分の1 - 5分の2の位置から先端に向かう腺体がある。花被片の縁は平滑で同属のコシノコバイモのような内花被片の縁に顕著な毛状突起は無く、先端はとがる。花被片より短い雄蕊が6個あり、葯はクリーム色になる。子房は3室あり、各室に多数の胚珠があり、柱頭は3裂する。同属のホソバナコバイモのような花糸や花柱にある小突起は無い。果実は蒴果で胞背裂開し、種子には狭い翼がある。

## 分布と生育環境
日本固有種。本州の東海地方西部、北陸地方西部から中国地方東部、具体的には、愛知県、岐阜県、三重県、石川県、福井県、滋賀県、兵庫県、岡山県に分布し、山地の落葉樹林下や林縁または常緑樹林の林縁に生育する。まれに見られる植物である。

## 名前の由来
ミノコバイモは、「美濃小貝母」の意で、旧美濃国である岐阜県山県郡北山村（現、山県市）で最初に発見されたことによる。

## 種の保全状況評価
絶滅危惧II類 (VU)（環境省レッドリスト）
（2017年、環境省）

## ギャラリー

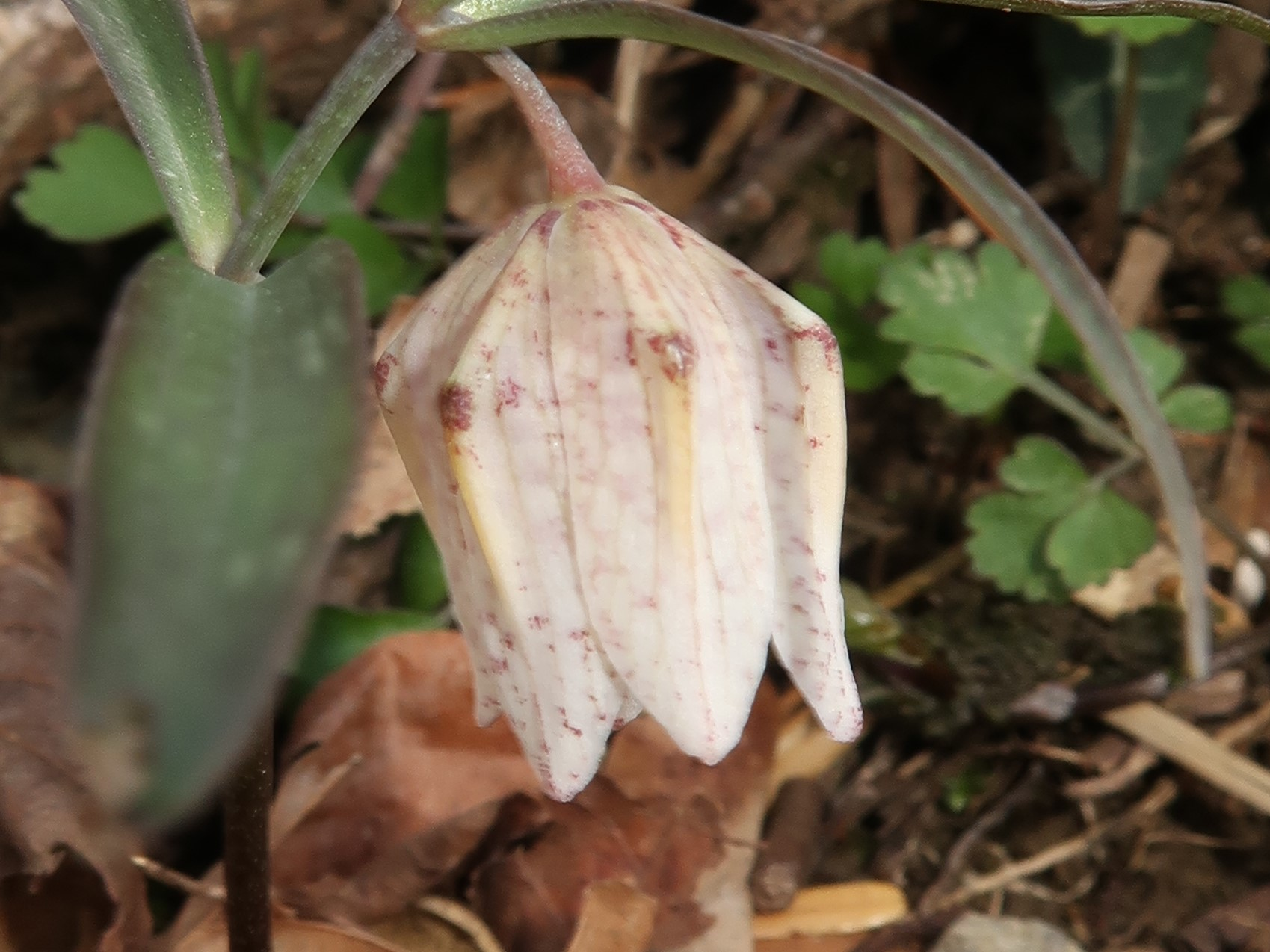
花被片外面の突起が著しい。花被片の縁は平滑で突起は無い。
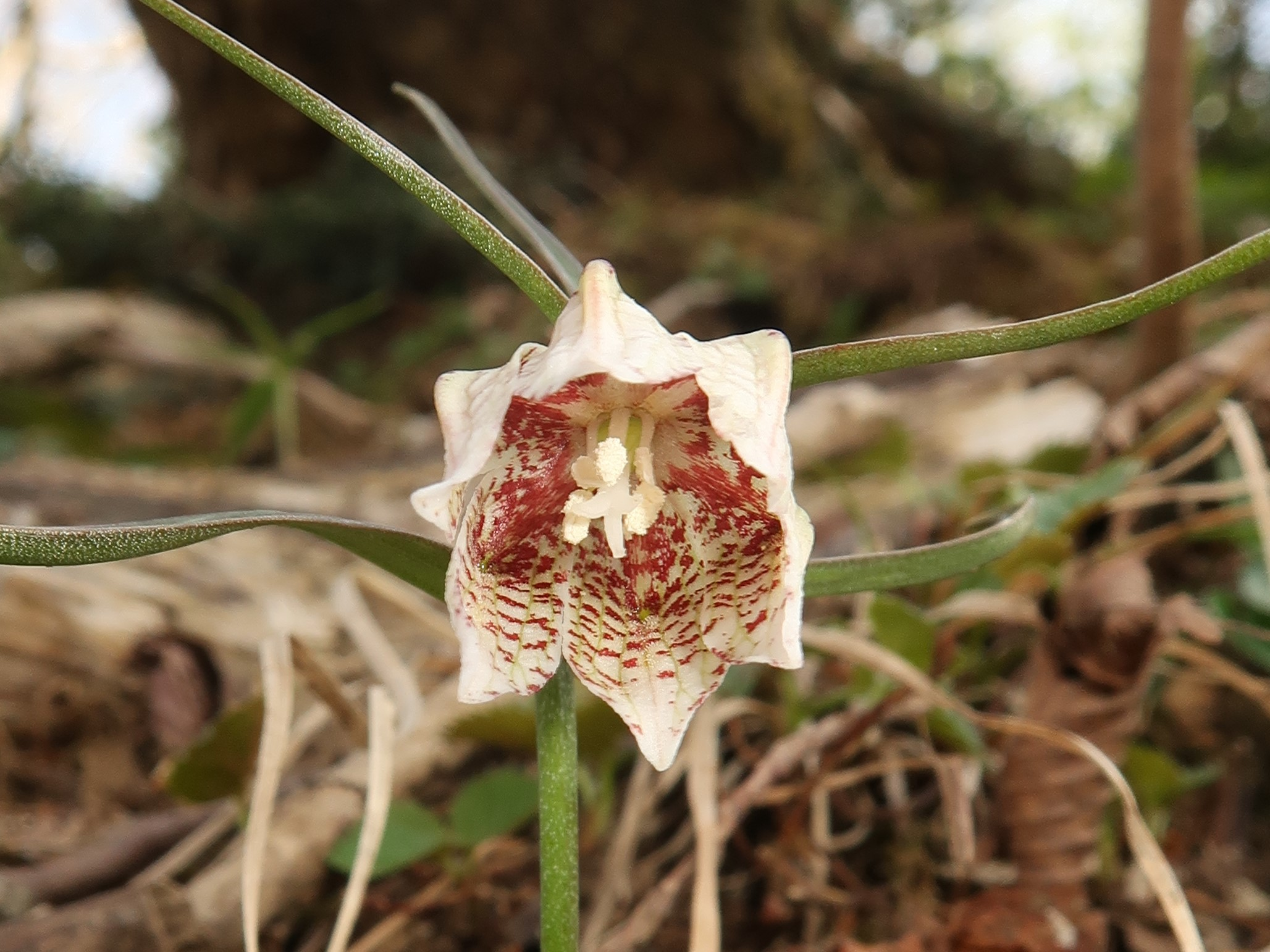
花被片内側の中部より基部の位置から先端に向かう腺体がある。花糸や花柱に小突起は無い。
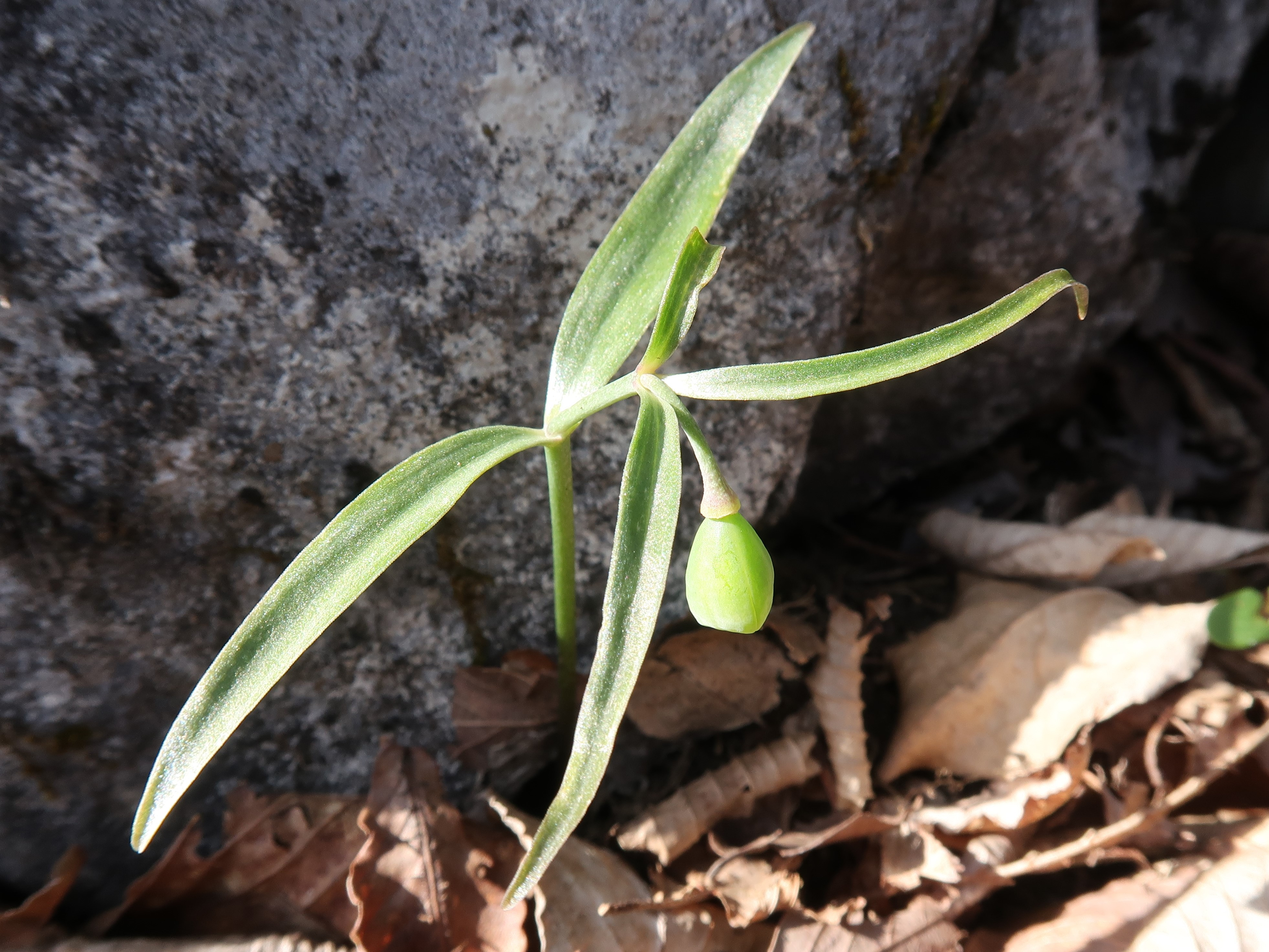
若い果実。
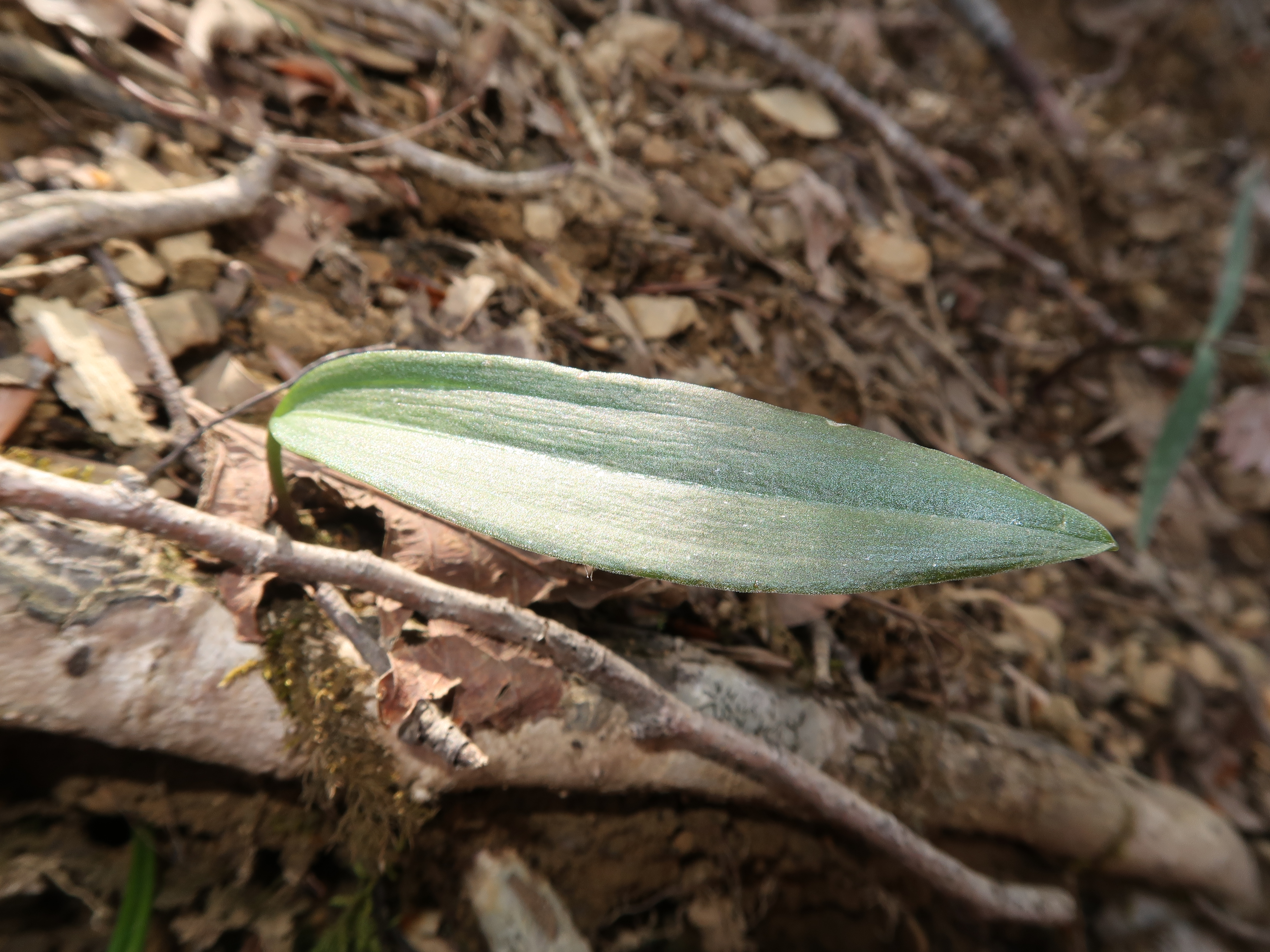
幼葉。